# Clément Ader
Clément Ader (n. 2 aprilie, 1841 — d. 5 martie, 1925) a fost un inginer francez, născut în Muret, Haute-Garonne, cunoscut îndeosebi pentru lucrările sale de pionierat în aviație.
1. ↑  Clément Ader, annuaire prosopographique: la France savante, accesat în 9 octombrie 2017
2. ↑  Autoritatea BnF, accesat în 10 octombrie 2015
3. ↑  Clément Ader, Brockhaus Enzyklopädie
4. ↑  Clément Agnès Ader, Baza de date Léonore, accesat în 9 octombrie 2017
5. ↑  Clément Ader, GeneaStar
6. ↑   https://www.air-journal.fr/2012-05-03-le-3-mai-1925-dans-le-ciel-mort-de-clement-ader-547786.html Lipsește sau este vid: |title= (ajutor)
7. ↑  Autoritatea BnF, accesat în 10 octombrie 2015
8. ↑  Czech National Authority Database, accesat în 1 martie 2022